# JR東日本クロスステーション

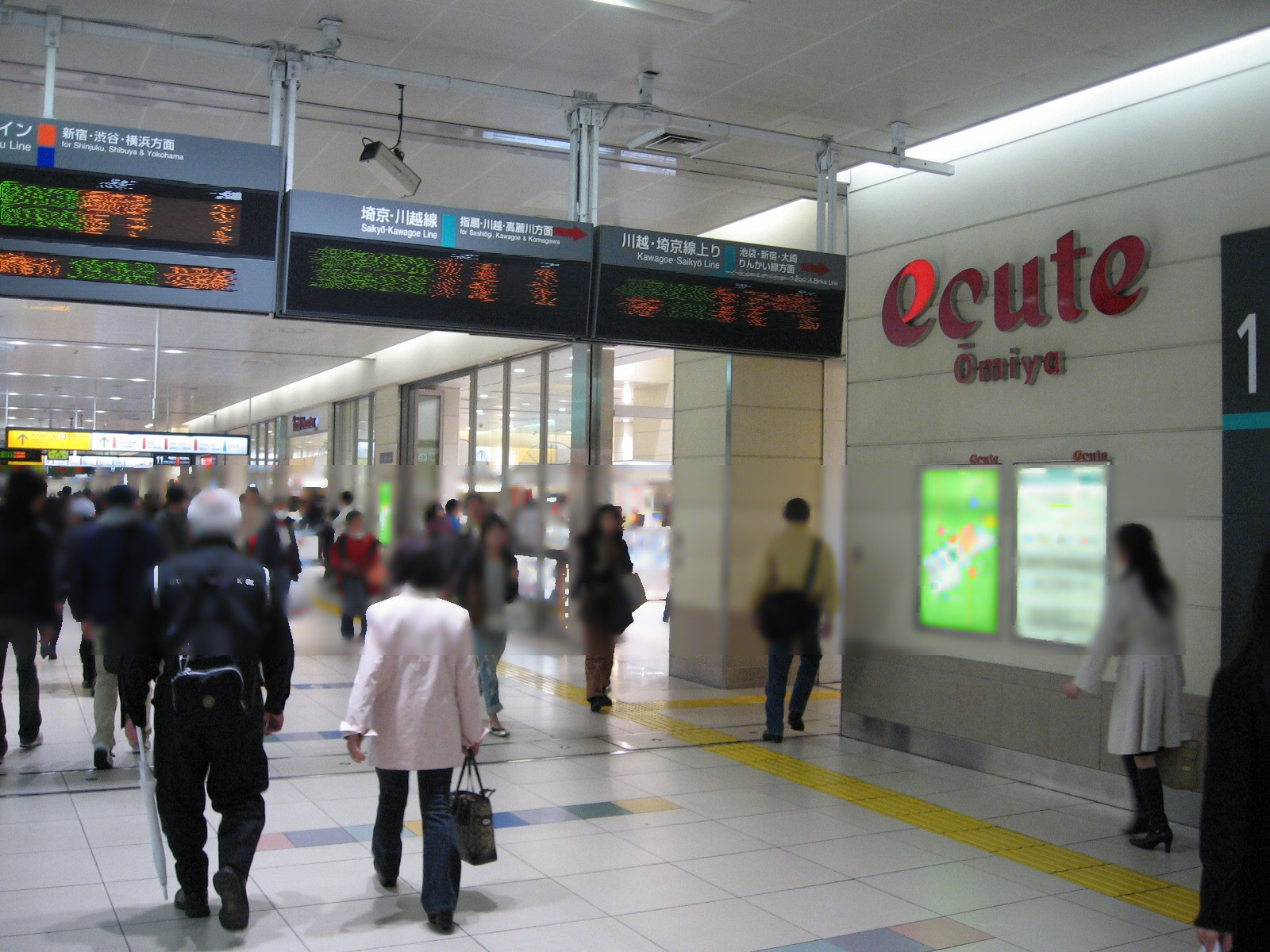
同社が運営する駅ナカ商業施設「エキュート」の店舗（エキュート大宮）
株式会社JR東日本ステーションリテイリングを吸収合併して継承した。

株式会社JR東日本クロスステーション（ジェイアールひがしにほんクロスステーション、英: JR East Cross Station Co.,Ltd.）は、東京都渋谷区千駄ヶ谷に本社を置く、東日本旅客鉄道（JR東日本）の完全子会社で、同社の連結子会社。
2021年（令和3年）4月1日付で株式会社JR東日本リテールネットが株式会社JR東日本フーズ、 株式会社JR東日本ウォータービジネス、株式会社鉄道会館の3社を吸収合併し、同日付で商号を現社名に変更した。また会社合併に伴い、同年4月7日には本社を東京都新宿区西新宿2丁目3番1号から渋谷区千駄ヶ谷5丁目33番8号（サウスゲート新宿ビル）へ移転した。合併と同時に社内カンパニー制を導入し、JR東日本リテールネットのNewDays、専門店等を「リテールカンパニー（小売業）」、JR東日本フーズを「フーズカンパニー（飲食業）」、JR東日本ウォータービジネスを「ウォータービジネスカンパニー（飲料水・自動販売機管理）」、JR東日本リテールネットの「エキュート」、鉄道会館「グランスタ」等を「デベロップメントカンパニー（不動産業）」として旧会社の事業を承継した。
主な事業として、JR東日本管内の駅売店「KIOSK」を中心に、駅ナカコンビニ「NewDays」、駅ナカ商業施設「エキュート」「グランスタ」、駅弁販売店、専門店（土産物等の物販店）などの各種店舗、自販機などを運営している。また飲食業としては、駅ナカ飲食店の運営やJR東日本の社員食堂の運営受託、自社店舗で販売する弁当・サンドイッチ・おにぎりなどの製造も行っている。

## 歴史
国鉄分割民営化によるJR東日本の発足に伴い、1987年（昭和62年）6月4日付で東日本キヨスク株式会社として設立された。旧国鉄の駅売店「キヨスク」を運営していた鉄道弘済会からJR東日本管内の大部分の店舗を承継した。
鉄道弘済会の手を離れ、JRの100%子会社となったこと機に、キヨスクにおいてこれまでの人件費の高かったスタッフを入れ替えるために高額の割増退職金で希望退職を募集した。これに販売員の9割以上が応募したためスタッフ補充が追い付かず、2007年には首都圏の三分の一以上の店舗が一時休店を強いられた。
しかしその後の駅ナカビジネスの環境変化により、社内の売上シェアに占める駅売店「KIOSK」の割合は、会社設立翌年の1988（昭和63）年度の95 %から、10年後の1998（平成10）年度には67 %まで低下し、さらに2000年代に入ると、2005（平成17）年度には37 %、2006（平成18）年度決算ではコンビニ部門の35 %を下回る34 %まで低下した。そのため事業内容が社名にそぐわなくなったことから、2007年（平成19年）7月1日付で株式会社JR東日本リテールネット（英文社名：JR East Retail Net Co.,Ltd. ）へ商号変更した。また2007年の商号変更と同時にに、KIOSKの読みをJRグループ共通の「キヨスク」から「キオスク」へ改めた（ただしJRグループ内の他社が追随する予定はない。）
JRグループ以外への店舗展開として、第三セクター鉄道のうち、旧JR東日本管内のえちごトキめき鉄道の主要駅や、JR東日本が出資する東京臨海高速鉄道（りんかい線）でも駅売店の運営を行っている。また、専門店についてはJR東日本の系列外や沿線外にも多数出店しているが、駅売店や駅ナカコンビニの出店はごく少数で、一例としては、千葉都市モノレールの千葉駅がある。
JR東日本グループとして、同社の交通系ICカード「Suica」利用エリア内でSuica電子マネーを積極的に導入している。特に2010年（平成22年）後半にはJR東日本本共同で「KIOSK」および「NewDays」でSuicaポイントの倍増や「Suica割」のキャンペーンを数回実施した。

## 沿革
- 1932年（昭和7年）2月 - 財団法人鉄道弘済会を設立（リテールカンパニーの源流）[6]。
- 1938年（昭和13年）10月 - 日本食堂株式会社を設立（フードカンパニーの源流）[6]。
- 1952年（昭和27年）9月 - 株式会社鉄道会館を設立（デベロップメントカンパニーの源流）[6]。
- 1987年（昭和62年）
  - 4月1日 - 国鉄分割民営化により東日本旅客鉄道（JR東日本）が発足。
  - 6月4日 - 東日本キヨスク株式会社として設立[3][6]。
  - 7月1日 - 東日本キヨスク株式会社、鉄道弘済会よりJR東日本管内の大部分の店舗を引き継いで営業開始[注釈 1]。
- 1989年（平成元年）4月 - ジェイアール東日本レストラン株式会社を設立[6]。
- 1990年（平成2年）5月 - ジェイアール東日本レストランがベッカーズ株式会社を買収して子会社化、株式会社ジェイ・ビーへ商号変更[6]。
- 1997年（平成9年）10月 - キヨスクをコンビニエンスストア「ミニコンビ」に改装した店舗を飯田橋駅に開店。コンビニエンス事業へ進出。[要出典]
- 1998年（平成）10月 - 日本食堂株式会社が株式会社日本レストランエンタプライズ (NRE) へ商号変更、JR東日本の営業エリアを承継する[6]。
- 2001年（平成13年）
  - 4月 - ジェイアール東日本レストランが株式会社ジェイ・ビーを吸収合併、ジェイアール東日本フードビジネス株式会社 (JEFB) へ商号変更[6]。
  - 10月1日 - ジェイアール東日本コンビニエンス（店舗名は「JC」）およびジェイアール東日本商事のコンビニエンス部門と、東日本キヨスク株式会社のコンビニエンス部門「ミニコンビ」を事業統合[7]。新店舗名を「NEWDAYS」とする[7]。
- 2003年（平成15年）9月 - エキュートの運営会社として、株式会社JR東日本ステーションリテイリングを設立[6]。
- 2006年（平成18年） 
  - 7月11日 - 鉄道弘済会保有分の発行済み株式 (9%) をJR東日本が取得し、JR東日本の完全子会社となる。[要出典]
  - 8月1日 - 本社所在地を東京都新宿区へ移転。[要出典]
  - 8月 - JR東日本ウォータービジネス (WB) を設立（ウォータービジネスカンパニーの源流）[6][注釈 2]。
- 2007年（平成19年）
  - 7月1日 - 東日本キヨスク株式会社が、株式会社JR東日本リテールネット (JR East Retail Net Co.,Ltd.) へ商号変更[6][2]。
  - 7月 - ジェイアール東日本フードビジネス (JEFB) がジューススタンド「ハニーズバー (HONEY'S BAR) 」のチェーン展開を開始、JR山手線池袋駅に外回りホーム店と内回りホーム店を開業[8]。
- 2008年（平成20年）4月 - 東京・横浜・新宿・立川・大宮・千葉支店を本社直轄化。[要出典]
- 2009年（平成21年）4月 - JR東日本支社別子会社の再編に伴い、子会社で運営していた店舗を移管。[要説明]
- 2010年（平成22年）
  - 8月 - 社内開発プロジェクトを統合しデベロッパー営業部を設置。駅構内開発事業に参入。[要出典]
  - 10月 - NEWDAYS営業部とKIOSK営業部を統合し、コンビニエンス営業部を設置。[要出典]
- 2013年（平成25年）10月 - JR東日本との連携と店舗支援強化のため、首都圏に東京・新宿・上野・横浜・八王子・大宮・千葉の各支店を再設置。[要出典]
- 2014年（平成26年）
  - 4月 - JR東日本の事業再編計画により、東北・新潟エリアの土産物店等31店舗の営業を別会社に分割。[要出典]
  - 12月 - コンビニ事業の店舗ブランド表記を「NEWDAYS」から「NewDays」に変更。[要出典]
- 2018年（平成30年）4月 - JR東日本グループ再編により、株式会社JR東日本ステーションリテイリングを吸収合併[6][9]、株式会社JR東日本ウォータービジネスを完全子会社化[6][9]。
- 2021年（令和3年）
  - 4月1日 - JR東日本グループ再編により、株式会社JR東日本フーズ、株式会社JR東日本ウォータービジネス[注釈 3]、株式会社鉄道会館を吸収合併[2][6]。同日付で株式会社JR東日本クロスステーションへ商号変更[2][10]。
  - 4月7日 - 本社を新宿区西新宿2丁目3番1号から渋谷区千駄ヶ谷5丁目33番8号へ移転[2]。
- 2022年（令和4年）4月1日 - 株式会社NRE高崎サービス（本社：群馬県高崎市栄町1-25）を吸収合併[2]。
- 2023年（令和5年）
  - 4月1日 - 株式会社日本ばし大増[2]、株式会社大船軒を吸収合併[2]。
  - 8月31日 - 首都圏の駅構内に出店していたジューススタンド「ハニーズバー (HONEY'S BAR) 」を全店閉店[8][11][12][13]。
  - 11月22日 - 首都圏の駅構内等に出店していたBecker'sをブランドクローズ[14] [15]。

## 主な事業

### リテールカンパニー
- コンビニエンス事業（主にJR東日本駅構内） - 旧JR東日本リテールネットの事業
  - KIOSK
    - NewDays KIOSK

  - NewDays
    - NewDays MINI
- 専門店事業（上記コンビニエンス事業に含まれない業態の総称） - 旧JR東日本リテールネットの事業
  - HANAGATAYA（土産・弁当）
  - コレもう食べた？（食品催事区画-旧Monthly Sweets）
  - BOOK COMPASS（書籍-旧BOOK EXPRESS）
  - Eki RESQ（エキ レスク）（薬局-旧くすりSTATION）
  - Ekinaka LAB（エキナカラボ）（臨時催事）
  - Plame Collome（プレミィコロミィ）（ファッション・雑貨）
  - 以上のブランドに置き換わる予定のブランド…膳まい（弁当）、Monthly Sweets（催事区画）、銘品館・ギフトガーデン（土産）
  - その他展開ブランド…ユニクロ、3coins station（300円均一雑貨）、ポータースタンド（服飾雑貨）、RAILYARD（鉄道雑貨）、STANDBY TOKYO（コーヒー・旅雑貨）、Nippon Standard（雑貨）、やまたまや（山梨・多摩地産品）、めぐりめぐるめ（諸国銘菓）、ラポート（食品）

### フーズカンパニー
- 飲食店事業 - 旧JR東日本フーズの事業

#### 展開しているブランド
●は旧NREのブランド、◇は旧JEFBのブランド（いずれもフランチャイズを含む）。★は会社発足後に誕生またはフランチャイズを開始したブランド。

| - ◇ BECK'S COFFEE SHOP - BECK'S STATION LOUNGE - ◇ 5 CROSSITIES COFFEE - ◇ B-CAFE - ◇ ドリップマニア - ◇ のものキッチン - ◇ 珈琲研究所 - ★ スターバックス - ◇ HINT INDEX CAFE - ◇ ハミングカフェ バイ プレミィ・コロミィ - ◇ 鉄道博物館 キッズカフェ - ◇ カフェタマ - ◇ unauカフェ＆キッチン - ● いろり庵きらく - ● そばいち - ● 国産二八蕎麦 蕎香 - ● 駅そば - ● 大江戸そば - ● あじさい茶屋 - ● 野州そば - ● 奥多摩そば - ● 濱そば - ● そば処中山道 - ● 喜多そば - ● 土浦華月庵 - ● 清流そば - ● 道中そば - ● そば処あさか - ● 八起家 - ● そば・うどん八起家 - ● 菜の花そば - ● 大船軒 - ● べにばな屋 - ● かまくらそば - ◇ あずみ - ● 武蔵野うどん こぶし - ● 手延べうどん 水山 - ★ 蕎麦29東京 - ◇ ラヴァンデリ - ◇ Wa’s sandwich - ● T'sたんたん - ● 東京じゃんがら - ● TOKYO豚骨BASE MADE by 一風堂 - ● らーめん粋家 - ◇ 長崎みろくや - ◇ 華らんたん - ◇ 四川担担麺阿吽 - ◇ 一得餃子房 | - ◇ ほんのり屋 - ◇ 築地魚河岸 まぐろ一代 - ◇ うず潮 - ● 十日町すこやかファクトリー - ● おにぎり処 こんがりや - ● おにぎり処 えんむすび - ● 穂まれや - ● ふるさと料理 福膳 - ● おにぎり てまり - ◇ ハニーズバー (HONEY'S BAR) - 2023年8月31日をもって全店閉店。 - ◇ リトルマーメイド - ◇ アンデルセン - ◇ デイジイ東京 - ◇ ロッド - ◇ 東京あんぱん 豆一豆 - ◇ ブランジェ浅野屋 - ◇ Danish Bar - ◇ 神戸屋ベレッツア - ◇ メープルハウス - ◇ ベルズクレープ - ● 天ぷら けやき - ● 羅かん - ● 繁乃井 - ● 串はん - ● 華祭 - ● そばじ - ● とんかつ銀座梅林 - ● あぶり丼浜とん - ● 蕎麦と酒 いろり庵 - ● ぶんか亭 - ● 為御菜 - ● 旬彩紀行やよい - ◇ かよひ路 - ◇ はいり屋 - ● ビモン - ● トレインレストラン日本食堂 - ● リーゾカノビエッタ - ◇ ブラボー - ◇ トレタッテ - ◇ ほぉーバル - ● スタシェーン - ◇ RailwayClub - ● Cafe Wheel Bar by PRONTO IL BAR - ● BEER&CAFE RAIL - ◇ ポタパスタステーションカフェ - ◇ シェフズキッチンカレー厨房 - ◇ ナポリの旋風 - ● カレーステーション - ★ スパイスファクトリー - ● Tokyo Food Bar - ● ビューレストラン - ● グッディ - ● ラ・ピシーヌ - ★ JAPAN RAIL CAFÉ - ● さくらステーションKINONE - ◇ 日高屋 - ◇ おむすび専科 - ◇ サンエトワール - ◇ 群言堂 - ◇ Ichigendo - ◇ 吉野家 - ◇ 車 - ◇ 大釜屋 - ● 瑪蜜黛 - ● 親父の製麺所（期間限定） |

### デベロップメントカンパニー
- デベロッパー事業（駅構内開発事業）
  - エキュート - 大宮・大宮ノース、品川、東京、上野、立川、日暮里、秋葉原
  - エキュートエディション - 渋谷（渋谷スクランブルスクエア内）[16]、横浜、有楽町、飯田橋、新橋、御茶ノ水
  - マーチエキュート神田万世橋[17] - 旧万世橋駅
  - グランスタ - 東京・丸の内（旧鉄道会館の事業）八重洲・八重北
  - グランアージュ
  - リエール藤沢
  - 小規模駅構内開発事業（ek-ish）-高輪ゲートウェイ、原宿、新木場、五反田

### ウォータービジネスカンパニー
- 飲料自動販売機事業 - 旧JR東日本ウォータービジネスの事業
  - acure（アキュア）[18]（From AQUA-旧「大清水」）

## 関連会社
- 株式会社エヌアールイーサービス
  - 完全子会社（旧JR東日本フーズ／NRE系）。高齢者福祉施設、JR東日本社員寮の運営など。
- RB工装株式会社
  - 完全子会社（旧鉄道会館系）。エキナカ等の建設・内装工事等。
- 株式会社海苔弁山登り
  - 33.4％出資関連会社（2021年5月1日付で資本参加）[19]。海苔弁当の製造販売など。
- 株式会社果実園
  - 完全子会社。2024年5月1日株式取得。飲食店
- シンセンフードテック株式会社
  - 完全子会社。2025年3月14日株式取得。原材料及びオリジナル商品の輸入と国内加工[20]
- 株式会社ジェイアール東日本物流
  - 株式の一部を保有。KIOSK・NewDaysの商品管理・配送業務を担当。

## かつての子会社・関連会社
- 株式会社日本ばし大増
  - 元JR東日本フーズ（NRE系）の完全子会社。駅弁等の製造販売など。2023年4月1日付で当社に吸収合併[2]。
- 株式会社大船軒
  - 元JR東日本フーズ（NRE系）の完全子会社。駅弁等の製造販売など。2023年4月1日付で当社に吸収合併[2]。
- 株式会社NRE高崎サービス（本社：群馬県高崎市）
  - 元JR東日本フーズ（NRE系）の完全子会社。高崎支社管内における駅弁等の製造販売など。2022年4月1日付で当社に吸収合併[2][21]。
- ジェフビーサービス株式会社（本社：東京都荒川区）
  - 元JR東日本フーズ（JEFB系）の完全子会社。2022年4月1日付でエヌアールイーサービスに吸収合併[22]。
- 株式会社JR東日本ウォータービジネス（本社：東京都品川区）
  - 完全子会社。清涼飲料卸、飲料自動販売機事業などを行っていた。2021年4月1日、当社に吸収合併。
- 株式会社JR東日本フーズ
  - 2021年4月1日、当社に吸収合併。飲食店業を行っていた。
  - 下記2社は、一部株式を旧東日本キヨスク時代に保有していたが、JR東日本の完全子会社となった後、2020年4月1日に株式会社JR東日本フーズとして統合された。
    - ジェイアール東日本フードビジネス株式会社（株式の10%を保有のち全株売却）
    - 株式会社日本レストランエンタプライズ（株式の1.6%を保有のち全株売却）
- 東北キヨスクサービス株式会社（本社：宮城県仙台市青葉区）
  - 東北主要駅への商品の配送など。
  - 2009年10月物流機能を東北鉄道運輸株式会社に統合。
- 東日本駅配送サービス株式会社（本社：東京都台東区）
  - 2007年2月1日に株式会社ジェイアール東日本物流が吸収合併。
- 株式会社アドレスト長野（本社：長野県長野市）
  - 完全子会社。飲食店業、広告代理業など。2020年4月1日に当社に吸収合併され消滅。
- 株式会社ヤンレイ（本社：東京都台東区）
  - CD・DVDの販売（CD GARDEN）、アパレルの卸売及び販売を行っていた。2020年4月1日に東京ステーション・サービスに吸収合併され消滅。
- 千葉弘食株式会社（本社：千葉県千葉市中央区）
- 株式会社エヌアールイー東北サービス
  - 完全子会社（旧JR東日本フーズ／NRE系）。東北エリアにおけるJR東日本社員寮の運営など。2023年4月にエヌアールイーサービスに吸収合併され消滅[23]。
- 株式会社東京ステーション・サービス（本社：東京都台東区）
  - 完全子会社。貸ロッカー業等の受託、飲食店業、建物保守管理など。2025年4月1日にJR東日本クロスステーションに吸収、[2]。